# مصطبة الكرك

## مقدمة
تُعد مصطبة الكرك واحدة من أبرز المصاطب التاريخية في المسجد الأقصى المبارك، وتقع في الجهة الجنوبية الشرقية من صحن قبة الصخرة المشرفة. تحمل هذه المصطبة اسم مدينة الكرك الأردنية، ويُعتقد أن تسميتها جاءت تكريمًا لعلاقة أهل الكرك بمدينة القدس ودورهم التاريخي في زيارتها والدفاع عنها.

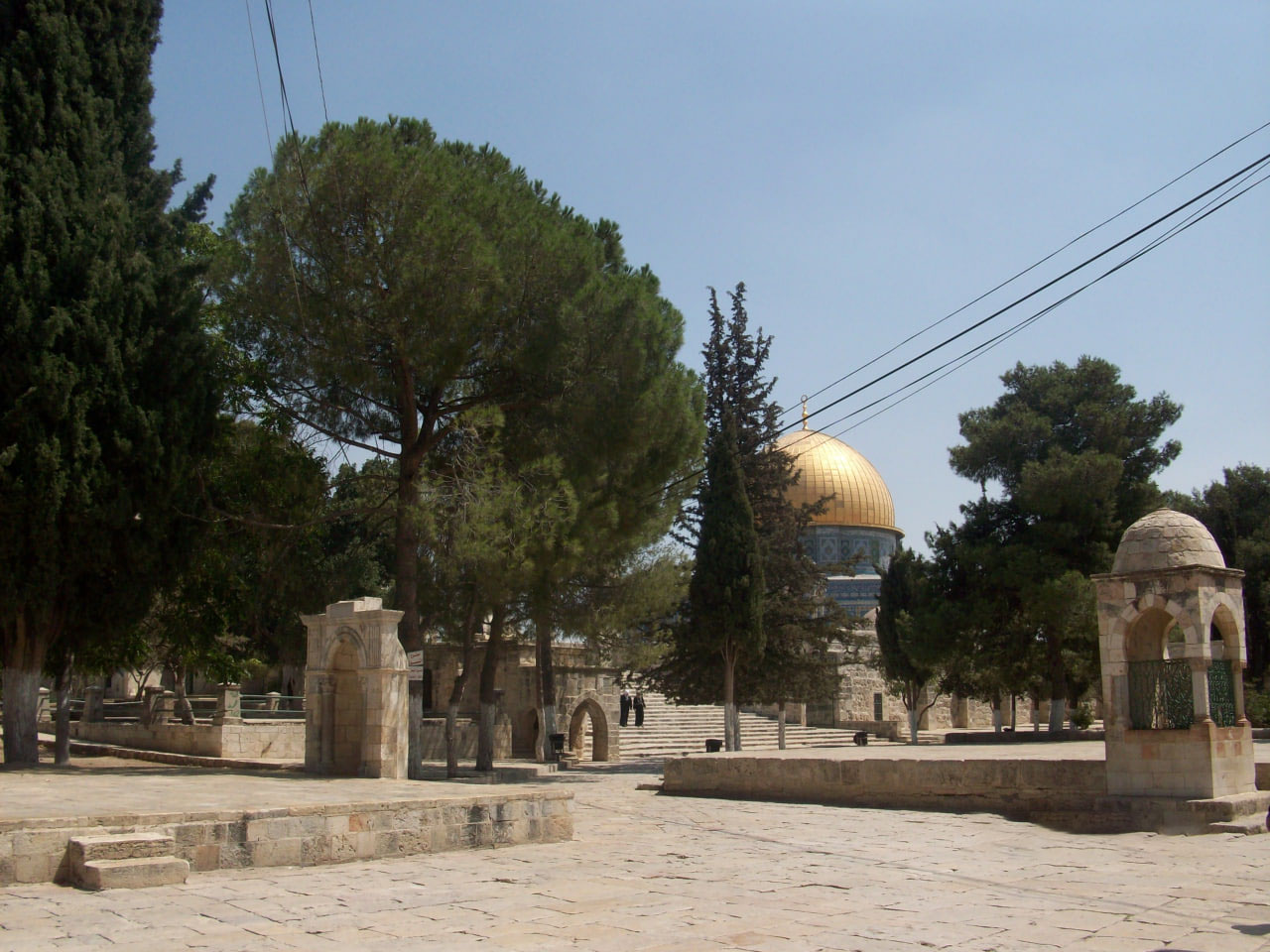

### موقعها و أهميتها التاريخية
تقع مصطبة الكرك في الزاوية الجنوبية الشرقية من صحن قبة الصخرة المشرفة داخل المسجد الأقصى المبارك. تُعدّ هذه المصطبة واحدة من المعالم المعمارية البارزة في الحرم القدسي، وتتميز بوجود محراب حجري يُستخدم للدلالة على اتجاه القبلة. و يُعتقد أن مصطبة الكرك شُيّدت خلال الفترة المملوكية، وتحديدًا في عهد السلطان المملوكي الأشرف قايتباي في القرن الخامس عشر الميلادي، وذلك ضمن أعمال تبليط ساحة قبة الصخرة المشرفة.

### سبب التسمية
يُقال إن المصطبة سُمّيت بهذا الاسم لاعتقاد بعض المؤرخين أنه كان يمكن رؤية مدينة الكرك الأردنية منها، نظرًا لموقعها المرتفع والمفتوح في ذلك الوقت.